# Огневое наблюдение
Огневое наблюдение — артиллерийский огонь, который ведётся в промежутках между огневыми налётами с задачей воспрепятствовать возобновлению активности в районе цели или затруднить её перемещение (снятие с позиции). Как правило, огневое наблюдение осуществляется методическим беглым огнём невысокой плотности с неравными промежутками между сериями выстрелов. Огневое наблюдение применяется против таких целей как батареи буксируемой артиллерии и миномётов; оно задействуется в случае, когда временной интервал между огневыми налётами на цель превышает 10-15 минут.
К огневому наблюдению обычно привлекают не более одной батареи (взвода) с расходом боеприпасов не менее 10%-20% от общего количества, необходимого для поражения указанной цели.